# 최용덕 (1898년)
최용덕(崔用德, 1898년 9월 19일 ∼ 1969년 8월 15일)은 대한민국의 독립운동가, 군인, 정치인, 외교관이다. 본관은 경주(慶州). 아호는 창석(滄石). 일제강점기 시절에는 독립운동을 하였으며 제2대 공군참모총장, 1960년 6월 2일부터 1960년 8월 22일까지 체신부 장관을 역임하였다.

## 생애

### 생애 초기
한성부에서 태어나 중국으로 건너가 1916년 중국 육군 군관학교를 졸업하고 1920년 서왈보의 추천으로 중국 보정항공학교에 들어가 비행사가 되어 중국공군군관학교 교관, 수상비행대장, 공군기지사령관 등을 역임했다.
1922년 김원봉을 만나 의열단에 가입하여 김상옥, 김시현 등의 의거를 지원하였다.
1940년 중국 육군대학을 졸업하고, 9월 광복군총사령부 총무처장에 임명되었으며 이어 광복군 고급참모를 거쳐 1945년 광복 때까지 대한민국 임시정부 항공건설위원회 주임, 광복군 총사령부 참모장 등으로 활약하였다.

### 광복 이후
1945년 8월 22일 만주군 출신 귀순자인 박정희 등을 받아들였다. 1946년 귀국하여 항공건설협회 회장에 추대되었으며, 김정렬, 장덕창등과 함께 공군 창설을 위하여 노력하였다.
하지만 어찌 된 일인지 미군정은 최용덕과 조종사들의 중국군 복무 경력을 인정하지 않고 군에 입문하려면 미국식으로 다시 군사교육을 받고 소위로 임관하도록 요구하였다. 이에 조종사들은 크게 반발하지만 최용덕 장군은 오히려 그들을 설득하고 조선경비사관학교에 입교했다고 한다. 그렇게 1947년 4월 조선경비사관학교에 입교하여 49세에 육군 소위로 임관하였으며, 이후 초고속으로 승진하여 4개월만에 대위로 진급하고, 육군 항공기지부대의 제 2대 사령관으로 보임 되었다.

### 정부 수립 이후
1948년 8월 대한민국 정부 수립과 함께 초대 국방부 차관에 임명되었다.
그 뒤 공군 항공기지사령관, 공군사관학교 교장, 공군본부 작전참모부장을 거쳐 1950년 6.25전쟁에 참전하였다. 휴전 이후 1952년 12월 1일부터 1954년 11월 19일까지 제2대 공군참모총장, 1960년 6월 2일부터 1960년 8월 22일까지는 체신부 장관을 지냈다.
〈공군가〉의 작사자이기도 하다. 1962년 건국공로훈장 독립장을 수여받았다.

## 가족
호용국(胡用國)과 결혼하여 딸 1명을 두었다. 최용덕의 동생 아들인 최긍욱을 양자로 두었다.
그밖의 친인척으로는 다음이 있다.
- 스방판(처갓댁 손윗동서) - 1944년 2월 29일, 예비역 중화민국 공군 대령 전역.
- 호정방(처갓댁 큰 처형) - 1908.02.29. 출생.~1996.09.22. 하세. 1908년 2월 29일, 청나라(허베이 성 톈진)에서 청나라 푸젠 성 푸저우 출생의 중국계 혼혈 대한제국인 아버지와 중국 한족(中國 漢族) 출신이자 청나라 허베이 성 톈진 출생인 어머니의 슬하 2남 2녀(4남매) 장녀(맏딸)로 출생하였으며 파릉(巴陵)의 후손인 후 징팡(胡靜芳(호정방), 후징팡)은 중화민국 타이완 성 타이베이 사람인 스 방판(石邦藩(석방번), 스방판)과 결혼 후 1남 2녀(3남매)를 8두었으며 훗날 1996년 9월 22일 중화민국(수도 타이베이)에서 향년 88세로 하세.
- 반명오(둘째사위) - 판 밍우(潘明五(반명오), 판밍우)는 1931년 11월 24일, 국민정부 시대 중화민국(타이완 성 타이베이)에서 중국 한족(中國 漢族)의 후손으로 출생하였으며 그의 아명(兒名)은 판 밍하오(潘明鎬(반명호), 판밍하오)이고 1968년 2월 29일 예비역 중화민국 해군 중령 전역.
- 반춘래(외손녀)
- 호지평(처갓댁 첫째 손아랫 처남) - 후 즈핑(胡治平(호지평), 후즈핑)은 1916년 9월 2일, 국민정부 시대 중화민국 대륙 본토(장쑤 성 상하이)에서 청나라 푸젠 성 푸저우 출생의 중국계 혼혈 대한제국인 아버지와 중국 한족(中國 漢族) 출신이자 청나라 허베이 성 톈진 출생인 어머니의 장남(맏아들)으로 출생하였으며 1936년 2월, 중화민국 육군 공병 장교 소위 임관 이후 1948년 9월 당시부터 1949년 12월 당시까지 중공 육군 장교 복무 등을 거쳐 1950년 2월 15일 예비역 중공 공군 중교 전역(예편)하였으며 1950년 3월 2일 포르투갈령 마카오 이주.
- 호진양(처갓댁 막내 손아랫 처남) - 후 전양(胡振祥(호진양), 후전양)은 1920년 5월 13일 국민정부 시대 중화민국 대륙 본토(푸젠 성 푸저우)에서 중국계 혼혈 대한제국인 아버지와 중국 한족(中國 漢族) 출신이자 청나라 푸젠 성 푸저우 출생인 어머니의 차남(막내아들)으로 출생하였으며 파릉(巴陵)의 후손인 후 전양(胡振祥, 호진양, 후전양)은 1940년 2월, 중화민국 육군 소위 임관 후 1948년 2월 29일 중화민국(타이완 성 타이베이)으로 이주하였으며 1956년 5월 2일 예비역 중화민국 육군 중령 전역.

## 같이 보기
- 제1공화국
- 광복군
- 대한민국 공군
- 지청천
- 이범석
- 김학규
- 김신